# Ceramida malacensis
Ceramida malacensis är en skalbaggsart som beskrevs av Jules Pièrre Rambur 1843. Ceramida malacensis ingår i släktet Ceramida och familjen Melolonthidae. Inga underarter finns listade.